# Lann Glacier
Lann Glacier är en glaciär i Antarktis. Den ligger i Östantarktis. Nya Zeeland gör anspråk på området. Lann Glacier ligger 956 meter över havet.
Terrängen runt Lann Glacier är kuperad åt sydväst, men åt nordost är den bergig. Terrängen runt Lann Glacier sluttar norrut. Trakten är obefolkad. Det finns inga samhällen i närheten.